# Бонифачо (проток)
Протокът Бонифачо (на италиански Bocche di Bonifacio) се намира между островите Корсика и Сардиния. Той представлява връзка между Тиренско и западната част на Средиземно море. Широк е 11 км, дълъг 19 км, а максимална дълбочина е 69 м. Носи името на град Бонифачо – най-южното селище на остров Корсика. През него преминава и морската граница между Франция (департамент Южна Корсика) и Италия (регион Сардиния).

## Навигация
Протокът е важен за корабоплаването в региона, но не е безопасен. Осеян е с множество скалисти островчета, образуващи архипелази (Ла Мадалена от страна на Италия, Лавеци от страна на Франция). В северната част са подводните рифове Спердуто, поради което свободни да корабите остава само ивица с ширина пет километра. Има и друг фактор, който затруднява комуникациите – времето. Възможни са внезапни силни пориви на вятъра мистрал (от север), както и променливи източни ветрове, които да изненадат всеки преминаващ кораб.

## Съхраняване на биоразнообразието
Протокът се управлява от Комитета за опазванена морската среда (МЕРС), в който са представени правителствата на редица средиземноморски държави. От биологична гледна точка той е важен, защото през него преминава движението на морски организми от едното в другото море. Ето защо Франция и Италия са забранили появата на кораби с опасни товари – особено танкери и съдове с токсични стоки. Италия прави това със специален декрет от 1993 г. и е последвана от Франция през 1998 г.

## Нещастни случаи
Най-известната катастрофа в протока се случва с френската фрегата Sémillante, която, натоварена със 750 войници, тръгва от Тулон към Черно море, за да достави подкрепления по време на Кримската война. На 15 февруари 1855 г. тя корабокрушира близо до Корсика и никой не оцелява. Оттогава са регистрирани 28 катастрофи с товарни кораби. Най-тежката е през 1972 г., когато танкерите Маgdalene и Saija се сблъскват и предизвикват сериозно замърсяване на водата с петрол. През 1994 г. военниет кораб Monte Stello се удря и изпуска почти всичкото си гориво, а през 1996 г. панамският кораб Fénès потъва, разсипвайки 2600 тона пшеница. Последното нещастие има още по-тежки последици от разливите на петрол.